# Lauri Kristian Relander
Lauri Kristian Relander (Kurkijoki, 31 de mayo de 1883-Helsinki, 9 de febrero de 1942) fue un político finlandés, segundo presidente de la República de Finlandia (1925-1931) y doctor en filosofía. 
Antes de ser elegido presidente, había sido diputado por el partido Maalaisliitto ("Unión Agraria", predecesor del Partido del Centro) y gobernador de la provincia de Viipuri, que fue cedida a la Unión Soviética tras la guerra. El presidente Relander intentó fortificar las relaciones con los países vecinos e hizo algunas visitas oficiales, por ejemplo a Suecia y Estonia, lo que no era tan corriente en aquella época. Por sus viajes el pueblo le dio el apodo de "Reissu-Lasse" ("Lorenzo el Viajero"). Después de su presidencia, estuvo de director gerente de una compañía de seguros.

## Inicios y carrera
Relander nació en Kurkijoki, en Karelia, hijo de Evald Kristian Relander, un agrónomo, y Gertrud Maria Olsoni. Fue bautizado como Lars Kristian, pero modificó su primer nombre a Lauri durante sus años en la escuela. Relander siguió los pasos de su padre matriculándose en la Universidad de Helsinki en 1901 para estudiar la agronomía. Obtuvo su primer título de grado en Filosofía en 1905, y su segundo —en Agronomía— al año siguiente. Ese año también se casó con Signe Maria Österman (1886-1962). Tuvieron dos hijos, Maja-Lisa (1907-1990) y Ragnar (1910-1970).
Los principales temas de la Maestría de Relander, que obtuvo en 1907, fueron la química agrícola y la economía agrícola. Después de obtener su grado, Relander trabajó de 1908 a 1917 como investigador en una institución experimental agrícola del estado. También continuó sus estudios, obteniendo su doctorado en 1914. Sin embargo, sus intentos en este momento de obtener una cátedra en la Universidad de Helsinki fracasaron. En este momento, también era políticamente activo en la Liga Agraria. Lo eligieron al parlamento en 1910, sirviendo hasta 1913, y otra vez a partir de 1917 a 1920. En 1917 llegó a ser uno de los líderes del partido.
| Predecesor: Kaarlo Juho Ståhlberg | Presidente de Finlandia 1925 - 1931 | Sucesor: Pehr Evind Svinhufvud |

- Datos: Q214009
- Multimedia: Lauri Kristian Relander / Q214009